# Finská ženská florbalová reprezentace

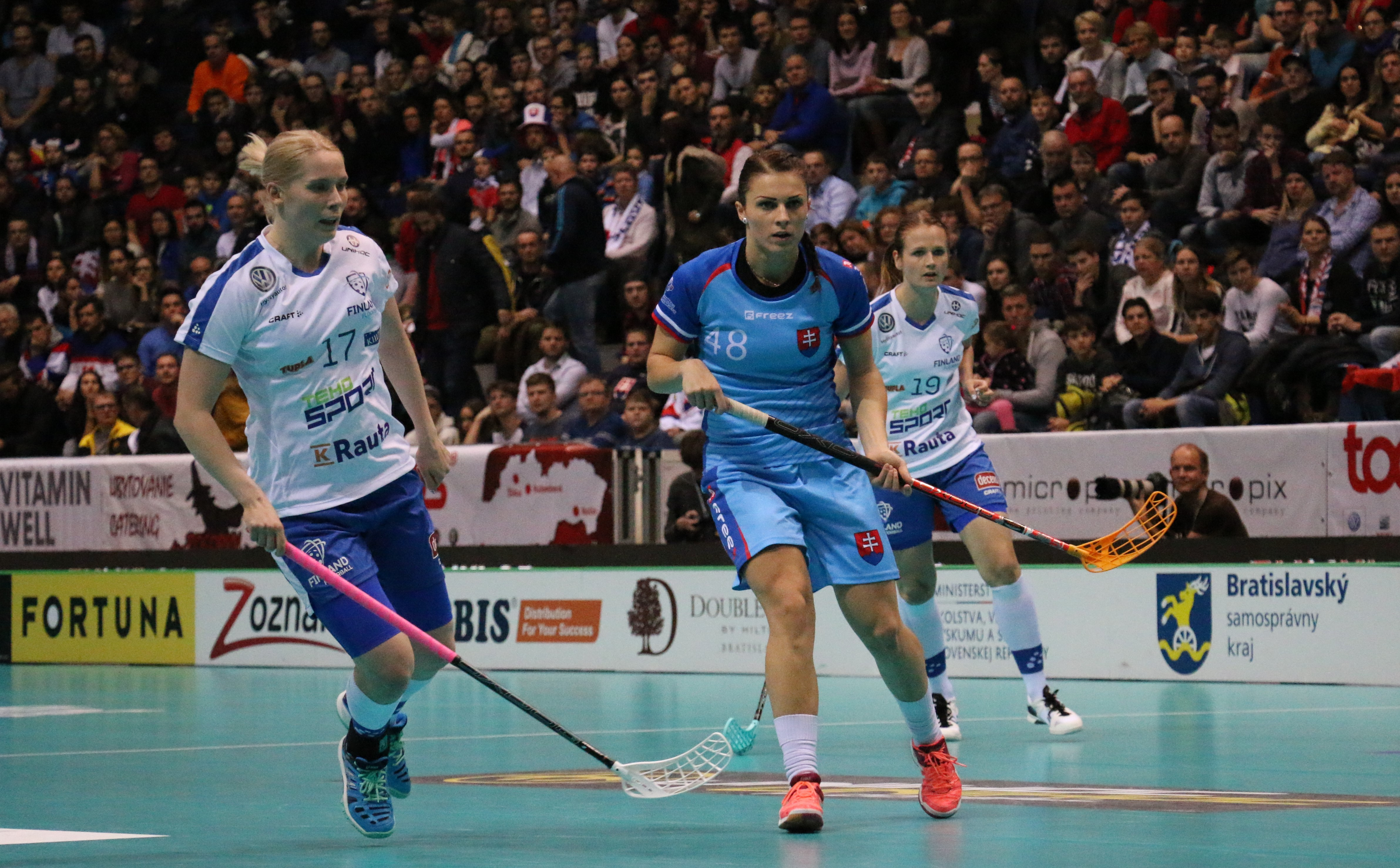
Hráčky finské reprezentace (v bílém) na Mistrovství světa 2017

Finská ženská florbalová reprezentace je národní florbalový tým Finska. To je zakládajícím členem Mezinárodní florbalové federace.

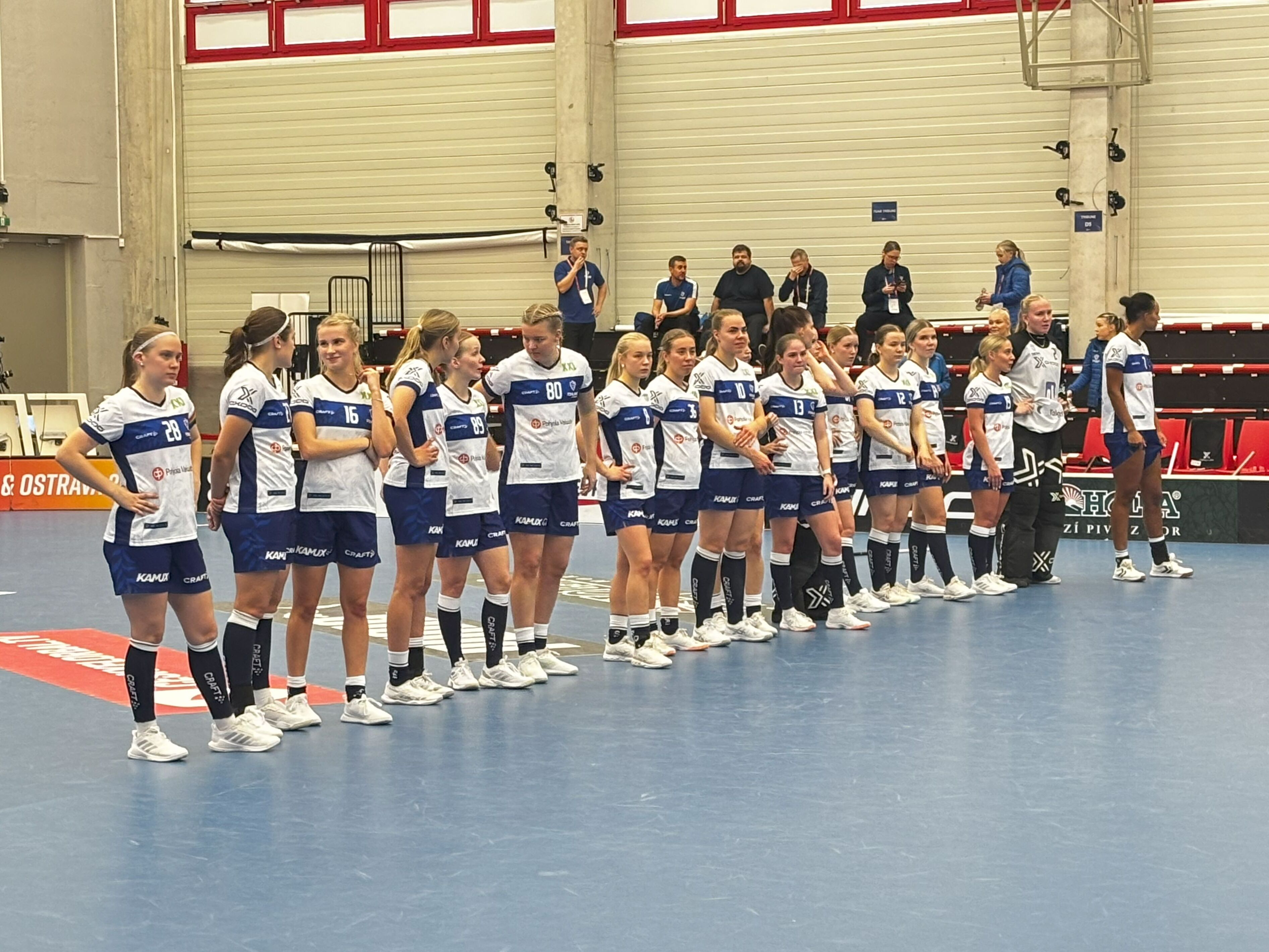
Finská reprezentace na Euro Floorball Tour 2024

Tým získal dva tituly na mistrovstvích světa v letech 1999 a 2001, a na všech mistrovstvích Evropy i světa vybojoval medaili. Je tak druhou nejúspěšnější reprezentací, za Švédskem a před Švýcarskem. Po dvou druhých místech na posledních dvou šampionátech v letech 2021 a 2023 je i druhým týmem žebříčku IFF, opět za Švédskem a před Českem.

## Bilance s Českem
K červnu 2025 Finsko vyhrálo většinu z dosavadních více než 50 zápasů proti české reprezentaci. Prohrálo jen pětkrát, poprvé na Polish Cupu v roce 2013 a následně ve stejném roce znovu na Euro Floorball Tour, naposledy na EFT v roce 2016.
Na mistrovství světa se Finsko s Českem střetlo (a porazilo ho) šestkrát ve skupině, čtyřikrát v semifinále play-off (2011, 2015, 2021 a 2023) a dvakrát v zápase o třetí místo (2009 a 2019), přičemž v roce 2019 až v prodloužení.

## Umístění

### Mistrovství Evropy
| Turnaj | Místo     | Umístění | Rozhodující zápas |
| ------ | --------- | -------- | ----------------- |
| 1995   | Švýcarsko | 3.       | Švýcarsko 3 : 2   |

### Mistrovství světa
| Turnaj | Místo     | Umístění | Rozhodující zápas |
| ------ | --------- | -------- | ----------------- |
| 1997   | Finsko    | 2.       | Švédsko 2 : 4     |
| 1999   | Švédsko   | 1.       | Švýcarsko 3 : 1   |
| 2001   | Lotyšsko  | 1.       | Švédsko 2 : 0     |
| 2003   | Švýcarsko | 3.       | Norsko 4 : 2      |
| 2005   | Singapur  | 2.       | Švýcarsko 3 : 4   |
| 2007   | Dánsko    | 2.       | Švédsko 3 : 7     |
| 2009   | Švédsko   | 3.       | Česko 3 : 1       |
| 2011   | Švýcarsko | 2.       | Švédsko 2 : 4     |
| 2013   | Česko     | 2.       | Švédsko 1 : 5     |
| 2015   | Finsko    | 2.       | Švédsko 4 : 5pn   |
| 2017   | Slovensko | 2.       | Švédsko 5 : 6pn   |
| 2019   | Švýcarsko | 3.       | Česko 5 : 4pp     |
| 2021   | Švédsko   | 2.       | Švédsko 3 : 4pp   |
| 2023   | Singapur  | 2.       | Švédsko 4 : 6     |

## Známé reprezentantky
- Veera Kauppiová (2015, 2017, 2019, 2021 a 2023)